# Doctor Lawyer
Doctor Lawyer (koreanischer Originaltitel: 닥터로이어; RR: Dak-teo Ro-i-eo) ist eine südkoreanische Dramaserie, die von Celltrion Entertainment und Mongjakso umgesetzt wurde. In Südkorea fand die Premiere der Serie am 3. Juni 2022 auf MBC statt. Im deutschsprachigen Raum erfolgte die Erstveröffentlichung der Serie am 2. August 2023 durch Disney+ via Star als Original.

## Handlung
Han Yi-han zählt zu den besten Chirurgen des Landes. Er schloss sein Studium an der besten medizinischen Fakultät Südkoreas mit Bravour ab. Yi-han hat sich auf zwei Fachgebiete spezialisiert: Allgemeinchirurgie sowie Herz- und Thoraxchirurgie. Seine Patienten zu retten, hat für ihn oberste Priorität. Aufgrund seiner Fähigkeiten gehören zu seinen Patienten oft mächtige und hochrangige Persönlichkeiten. Er hat große Ambitionen und ist auf dem besten Weg, Chefarzt zu werden, aber das Schicksal hat andere Pläne mit ihm. Eines Tages führt Yi-Han eine Operation durch, die nach außen hin erfolgreich verläuft, jedoch verstirbt der Patient kurze Zeit später. Der Patient war Geum Seok-ju, der Bruder von Geum Seok-young, seiner Freundin. Yi-Han wird daraufhin vor Gericht gestellt und verurteilt. Er verliert seine Zulassung als Arzt und muss eine Gefängnisstrafe verbüßen. Aber irgendetwas ist an der ganzen Sache faul. Fünf Jahre später praktiziert Yi-han als Rechtsanwalt und hat sich auf medizinische Rechtsstreitigkeiten spezialisiert. Vor Gericht trifft er auch Seok-young wieder, die Staatsanwältin in der Abteilung für medizinische Verbrechen ist und sich ihren Fällen sehr widmet. Sie hat immer noch mit dem Verlust ihres Bruders zu kämpfen. Die beiden arbeiten ab und zu gemeinsam an Fällen. Gleichzeitig nimmt Yi-han die Untersuchungen im Fall von Seok-ju auf, um endlich die Wahrheit über den Fall ans Licht zu bringen, durch den ihm alles genommen wurde. 

## Besetzung
| Rolle           | Schauspieler     |
| --------------- | ---------------- |
| Han Yi-han      | So Ji-sub        |
| Geum Seok-young | Im Su-hyang      |
| Jayden Lee      | Shin Sung-rok    |
| Goo Jin-ki      | Lee Kyeong-yeong |
| Im Yoo-na       | Lee Joo-bin      |
| Goo Hyun-sung   | Lee Dong-ha      |

## Episodenliste
| Nr. | Deutscher Titel | Originaltitel | Erstausstrahlung (Südkorea) | Deutschsprachige Erstveröffentlichung (D/A/CH) |
| --- | --------------- | ------------- | --------------------------- | ---------------------------------------------- |
| 1   | Folge 1         | 1회           | 3. Juni 2022                | 2. Aug. 2023                                   |
| 2   | Folge 2         | 2회           | 4. Juni 2022                | 2. Aug. 2023                                   |
| 3   | Folge 3         | 3회           | 10. Juni 2022               | 2. Aug. 2023                                   |
| 4   | Folge 4         | 4회           | 11. Juni 2022               | 2. Aug. 2023                                   |
| 5   | Folge 5         | 5회           | 17. Juni 2022               | 2. Aug. 2023                                   |
| 6   | Folge 6         | 6회           | 18. Juni 2022               | 2. Aug. 2023                                   |
| 7   | Folge 7         | 7회           | 24. Juni 2022               | 2. Aug. 2023                                   |
| 8   | Folge 8         | 8회           | 25. Juni 2022               | 2. Aug. 2023                                   |
| 9   | Folge 9         | 9회           | 1. Juli 2022                | 2. Aug. 2023                                   |
| 10  | Folge 10        | 10회          | 2. Juli 2022                | 2. Aug. 2023                                   |
| 11  | Folge 11        | 11회          | 8. Juli 2022                | 2. Aug. 2023                                   |
| 12  | Folge 12        | 12회          | 9. Juli 2022                | 2. Aug. 2023                                   |
| 13  | Folge 13        | 13회          | 15. Juli 2022               | 2. Aug. 2023                                   |
| 14  | Folge 14        | 14회          | 16. Juli 2022               | 2. Aug. 2023                                   |
| 15  | Folge 15        | 15회          | 22. Juli 2022               | 2. Aug. 2023                                   |
| 16  | Folge 16        | 16회          | 23. Juli 2022               | 2. Aug. 2023                                   |